# Samara Vieira
Samara da Silva Vieira (* 7. Oktober 1991 in Natal, Brasilien) ist eine brasilianische Handballspielerin, die für die brasilianische Nationalmannschaft aufläuft.

## Karriere

### Im Verein
Vieira begann das Handballspielen im Alter von neun Jahren an der Colégio Sagrada Família im brasilianischen Bundesstaat Rio Grande do Norte. Anfangs spielte sie im Tor und wechselte kurz darauf aufgrund ihrer Körpergröße und ihrer kräftigen Statur die Position. Im Jahr 2008 schloss sie sich dem spanischen Verein Club León Balonmano an. Im Jahr 2012 wechselte die Rückraumspielerin zum italienischen Erstligisten ASD Sassari Città dei Candelieri. Aufgrund der Folgen diverser Knieverletzungen kehrte Vieira im Jahr 2014 nach Brasilien zurück, wo sie für Caxias do Sul und FAB/Vasco da Gama spielte. Im Januar 2016 wurde sie vom deutschen Bundesligisten HSG Blomberg-Lippe unter Vertrag genommen. Nachdem die Brasilianerin in der Saison 2016/17 insgesamt 74 Treffer erzielt hatte, wechselte sie zum türkischen Erstligisten Üsküdar Belediyesi Spor Kulübü.
Vieira schloss sich im Jahr 2018 dem rumänischen Erstligisten SCM Râmnicu Vâlcea an, mit dem sie ein Jahr später die nationale Meisterschaft gewann. Ab der Saison 2020/21 stand sie beim slowenischen Erstligisten Rokometni Klub Krim unter Vertrag. Nachdem sie mit Krim im Jahr 2021 die slowenische Meisterschaft gewonnen hatte, wechselte sie zum rumänischen Erstligisten HC Dunărea Brăila. Im Dezember desselben Jahres wurde sie zum Ligakonkurrenten CSM Bukarest transferiert. In der Saison 2022/23 stand Vieira beim türkischen Erstligisten Kastamonu Belediyesi GSK unter Vertrag, mit dem sie die nationale Meisterschaft gewann. Anschließend lief sie in der darauffolgenden Saison für den Ligakonkurrenten Konyaaltı Belediye Spor auf.
Nachdem Vieira im Jahr 2024 für den ägyptischen Verein al Ahly SC gespielt hatte, unterschrieb sie im November 2024 einen Vertrag beim portugiesischen Erstligisten Benfica Lissabon. Mit Benfica gewann sie 2025 die portugiesische Meisterschaft und den portugiesischen Pokal.

### In Auswahlmannschaften
Vieira gewann mit der brasilianischen Nationalmannschaft die Goldmedaille bei den Panamerikanischen Spielen 2019. Sie gehörte dem brasilianischen Aufgebot bei den Olympischen Spielen in Tokio und bei den Olympischen Spielen in Paris an.